# Imre Gábor Bekey

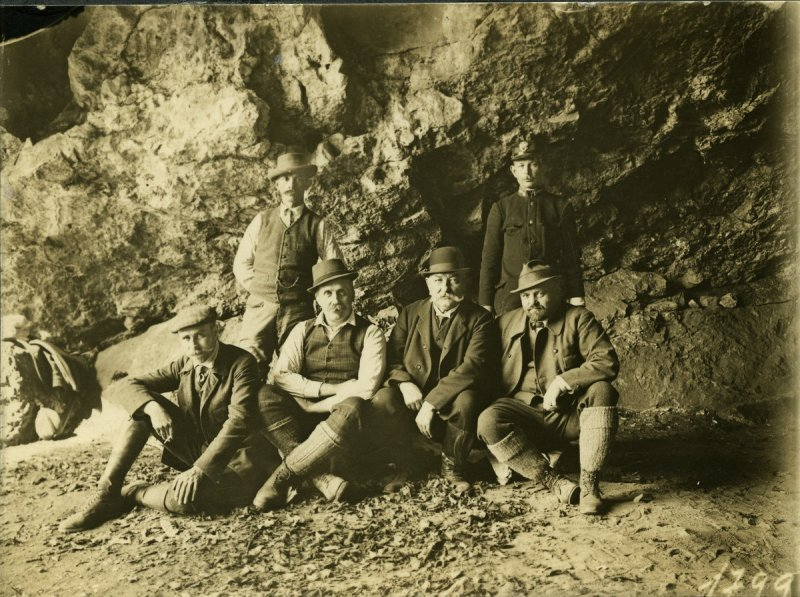
Vstup do jeskyně Legény, Piliš (Pilišské vrchy)

Imre Gábor Bekey (1872 – 17. dubna 1936 Budapešť) byl maďarský fotograf a speleolog.

## Život a dílo
Narodil se v roce 1872. Je známý především svými fotografiemi ze speleologického prostředí.
Byl členem výboru maďarské turistické asociace a jejím viceprezidentem. Asociace byla založena v roce 1910. Byl všestranný turista, který ústně i písemně bojoval za realizaci nápadů. Publikoval celou řadu děl a článků. Podílel se na jeskynních průzkumech a řadě expedic. V roce 1926 založil maďarskou speleologickou společnost.
Zemřel 17. dubna 1936 v Budapešti.

## Galerie

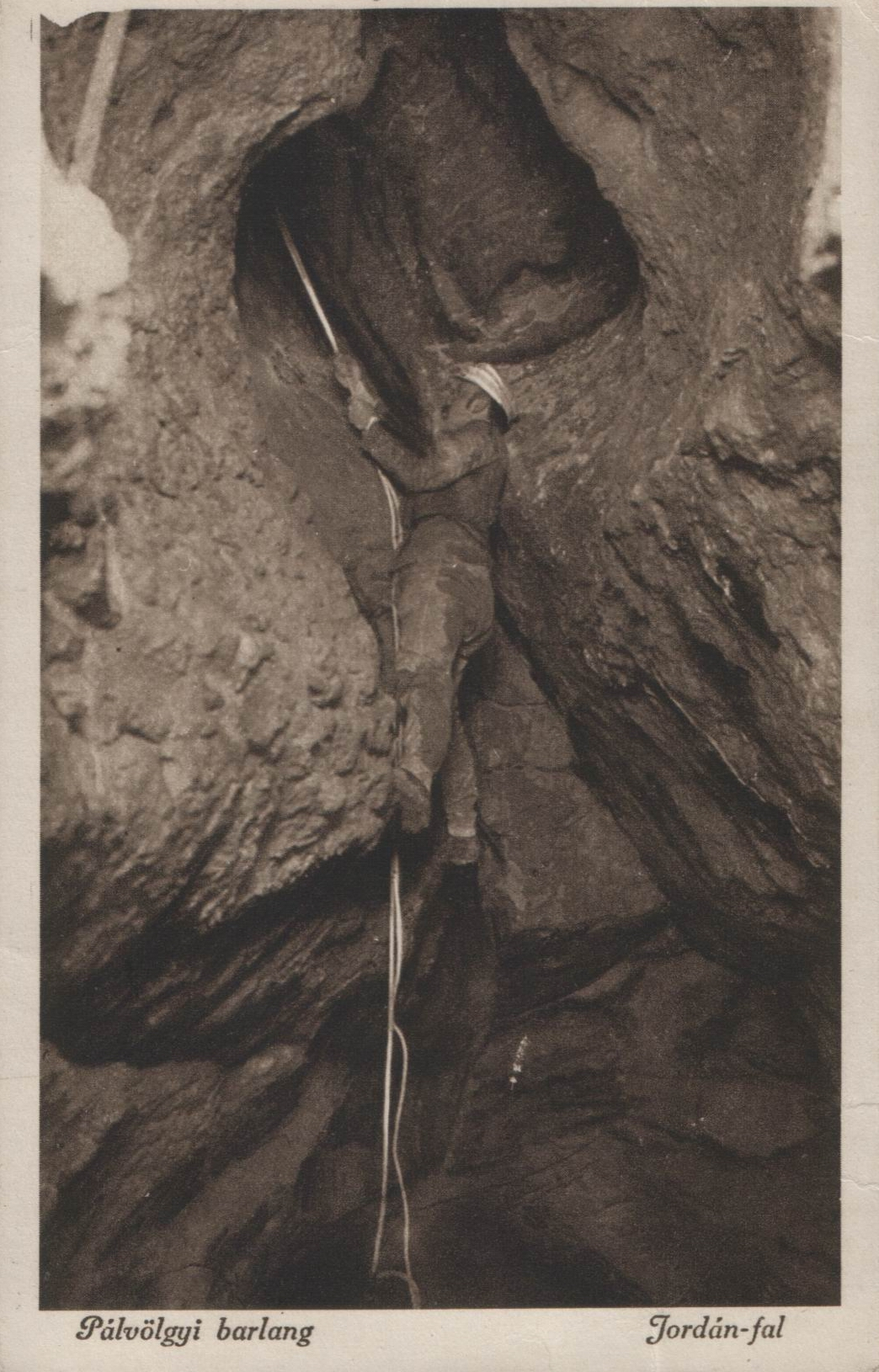
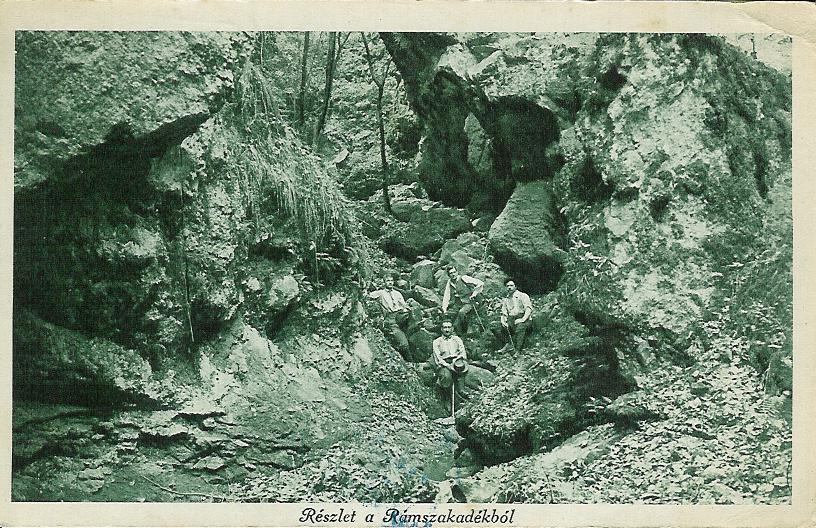
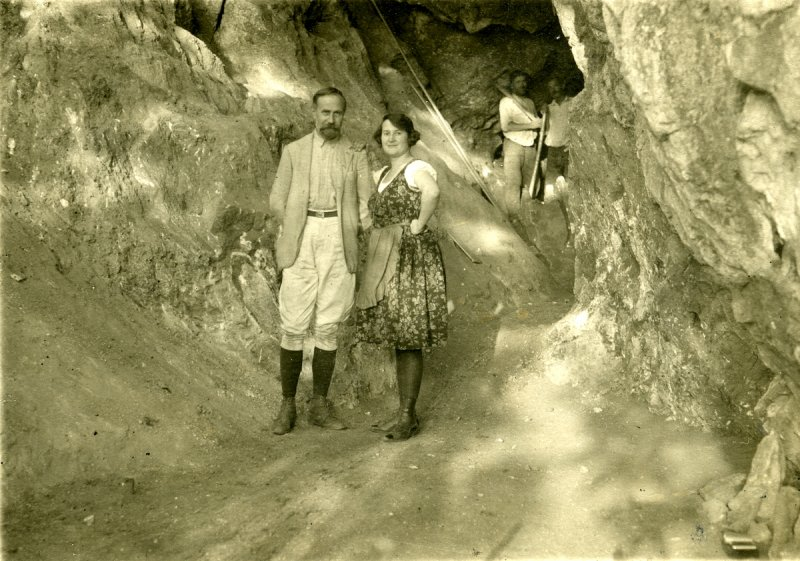
Ottokár Kadić se svou druhou ženou před jeskyní Leány, Piliš, Maďarsko
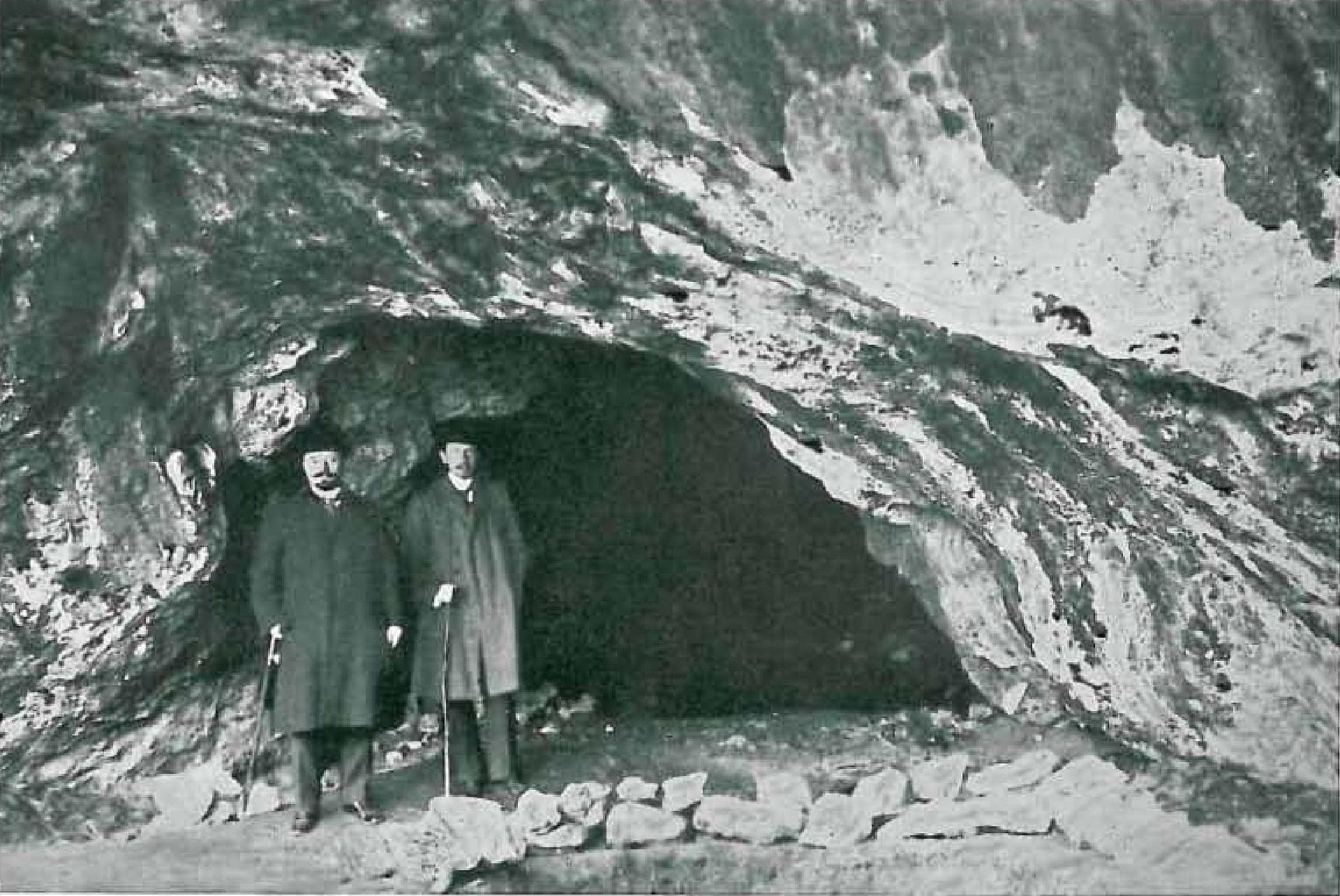
Vchod do jeskyně Mackó, Piliš